# Řád za statečnost (Libye)
Řád za statečnost (arabsky: وسام الشجاعة) bylo libyjské státní vyznamenání. Řád byl udílen za činy ve prospěch revoluce, ke které došlo roku 1969. Od upravení statutu řádu roku 1977 mohl být udělen i cizincům. Prvním z nich se roku 1977 stal Fidel Castro.

## Insignie
Stuha je červená.
Řádové insignie vyráběla milánská společnost Bomisa.